# M4V
فرمت فایل M4V یک فرمت نگهدارنده ویدویی است که توسط اپل توسعه داده شده‌است و بسیار شبیه به فرمتMP4 می‌باشد و تفاوت عمده این دو فایل این است که فایل‌های M4V به صورت اختیاری امکان دارد توسط حق تکثیر مدیریت حقوق دیجیتال حفاظت شود.

اپل از M4V برای رمزگذاری فایل‌های ویدئویی مثل قسمت‌های سریال‌های تلویزیونی, فیلم‌ها و موزیک ویدئوها در آی‌تیونز استور استفاده می‌کند. حق تکثیر فایل‌های M4V ممکن است با استفاده از FairPlay DRM اپل از کپی شدن محافظت شود. برای پخش فایلی که با استفاده از M4V محافظت می‌شود کامپیوتر نیاز به کسب اجازه آی‌تیونز با استفاده از حساب کاربری که توسط آن ویدئو قبل تر خریداری شده‌است را دارند. اگر چه فایل‌هایی که توسط M4V محافظت نشده است امکان دارد توسط ویدئو پلیرهای دیگر قابل شناخت پخش باشد و می‌توان پسوند فایل را از "m4v."به "mp4." عوض کرد. تحت نرم‌افزار کوئیک‌تایم ویدئوی M4V به همراه با FairPlay متصل به آن به عنوان AVC0 Media شناخته می‌شود.
در کنار آی‌تیونز و کوئیک‌تایم فایل‌های M4V را همچنین می‌توان با استفاده از نرم‌افزارهای 
Media Player Classic، K-Multimedia Player، RealPlayer، Zoom Player، VLC media player، MPlayer، DivX Plus Player و (Nero Showtime (included with Nero Multimedia Suite  قابل باز کردن و پخش می‌باشد.
فرمتی که در آن مدیریت حقوق دیجیتال حذف شده باشد را همچنین می‌توان با وسیله‌ی ویدئو پلیر WebOs در تلفن‌های هوشمند Palm Pre و Palm Pixi پخش کرد. همچنین قابل پخش در سیستم عامل اندروید به وسیله‌ی ویدئو پلیر این سیستم عامل می‌باشد و به عنوان فرمت پیش‌فرض ویدئویی در تبدیل فرمت برای HandBrake و Air Video Server در سیستم عامل مکینتاش استفاده می‌شود.
فایل‌های M4V تولید شده توسط Handbrake بر روی پلی استیشن 3 با قابلیت پشتیبانی فراگیر صدای دالبی 5.1 قابل پخش هستند.

## See also
- (MP4 (MPEG-4 Part 14